# Včera, dnes a zítra
Včera, dnes a zítra (v italském originále Ieri, oggi, domani) je italský komediální povídkový film režiséra Vittoria De Sicy z roku 1963. Snímek se skládá ze tří krátkých příběhů o párech z různých částí Itálie. Na 37. ročníku udílení Oscarů získal Oscara za nejlepší cizojazyčný film.

## Příběhy

### Adelina z Neapole
První příběh se odehrává v dělnické čtvrti Neapole v roce 1954.
Adelina živí prodejem cigaret na černém trhu svého nezaměstnaného manžela Carmina a dítě. Když nezaplatí pokutu, má jí být zabaven nábytek. Její sousedé jí však pomáhají tím, že nábytek ukrývají. Právník ze sousedství poradí Carminovi, že pokud jsou pokuta a nábytek napsány na Adelinu, bude za to uvězněna ona. Italské zákony však stanoví, že ženy nemohou být uvězněny, když jsou těhotné nebo šest měsíců po těhotenství. V důsledku toho Adelina plánuje, že zůstane těhotná nepřetržitě. Po sedmi dětech během osmi let je Carmine vážně vyčerpaný a Adelina se musí rozhodnout, zda se nechá oplodnit jejich společným přítelem Pasqualem, nebo bude uvězněna.
Rozhodne nechat se uvěznit a celé okolí sbírá peníze na její osvobození a sepisují petice za její omilostnění. Nakonec je omilostněna a znovu se setkává se svou rodinou.

### Anna z Milána
Anna je manželka bohatého průmyslníka. Potají se schází s milencem Renzem. Při společné jízdě v manželově Rolls–Roycu musí Anna určit, co je pro její štěstí důležitější, zda Renzo, nebo Rolls–Royce. Málem přejedou dítě a milenec Renzo přehodnotí svou zamilovanost do Anny, když během tohoto zážitku neprojeví žádnou lítost. Následně havarují.
Poškození jejího Rolls–Roycu ji rozzuří, a tak nakonec požádá jiného řidiče, aby ji odvezl domů. Nechává Renza na silnici.

### Mara z Říma
Mara pracuje jako prostitutka ve svém bytě a obsluhuje různé klienty z vyšší společnosti. Včetně Augusta, bohatého, mocného a neurotického syna boloňského průmyslníka.
Vnuk Mařina staršího souseda Umberto je pohledný a urostlý mladík. Studuje na kněze, ale ještě nebyl vysvěcen. Jednoho večera si Umberto a Mara povídají o svých povoláních. Mara mu v rozpacích zalže, že dělá manikúru. Umbertova babička je vidí, a protože ví její skutečné povolání, přeruší jejich rozhovor. Řekne Maře, že půjde do pekla. Mara se brání. Umberto se do ní zamiluje. Ke křiklavému zděšení své babičky chce mladík opustit své povolání, aby mohl být s Marou, nebo vstoupit do francouzské cizinecké legie, pokud ho Mara odmítne. Mara slíbí, že mladíka navede na cestu spravedlnosti zpět do semináře, a pokud se jí to podaří, slíbí mu na týden celibát. Za tímto účelem naverbuje neochotného Augusta. Umberto nakonec s návratem souhlasí. Mara Augusta odmění striptýzem. Vzpomene si na svůj slib a odmítne s ním spát.

## Obsazení
- Sophia Loren jako Adelina Sbaratti / Anna Molteni / Mara
- Marcello Mastroianni jako Carmine Sbaratti / Renzo / Augusto Rusconi
- Aldo Giuffrè jako Pasquale Nardella
- Agostino Salvietti jako Dr. Verace
- Lino Mattera jako Amedeo Scapece
- Tecla Scarano jako Veracova sestra
- Silvia Monelli jako Elivira Nardella
- Carlo Croccolo jako dražitel
- Pasquale Cennamo jako policejní náčelník
- Tonino Cianci jako Antonio Cianci
- Armando Trovajoli jako Giorgio Ferrario
- Tina Pica jako babička
- Gianni Ridolfi jako Umberto
- Gennaro Di Gregorio jako dědeček

## Produkce
Produkce filmu probíhala na různých místech v Itálii. Každý ze tří segmentů se natáčel v jiném prostředí, což odráží různorodou kulturní a sociální strukturu země. První segment se odehrává v Neapoli a sleduje příběh Adeliny. Druhý příběh se odehrává v Miláně a točí se kolem postavy Anny. Závěrečný segment se odehrává v Římě a soustředí se na Maru.

## Ocenění
- 1965 Oscar za nejlepší cizojazyčný film[2]
- 1965 Filmová cena Britské akademie za nejlepšího zahraničního herce – Marcello Mastroianni
- 1964 Zlatý glóbus – Cena Samuela Goldwyna – nominace
- 1964 Ocenění David di Donatello – David za nejlepší produkci – Carlo Ponti
- 1964 National Board of Review, USA – Ocenění NBR.[3]